# أنجيليكا هيلمان
أنجيليكا هيلمان (ولدت في 10 أبريل 1954) هي لاعبة جمباز ألمانية، شاركت في الألعاب الأولمبية الصيفية 1972 والألعاب الأولمبية الصيفية 1976 في الجمباز الفني الشامل وفازت بميدالية فضية وبرونزية في مسابقات الفريق على التوالي. أفضل نتائجها الفردية هي المركز الخامس في تمرين الأرضية عام 1972 وعلى عارضة التوازن عام 1976.
```
فازت بميداليتين فضيتين مع فريق ألمانيا الشرقية ، وميدالية برونزية فردية شاملة في بطولة العالم عامي 1970 و 1974.
[
2
]
 في بطولة أوروبا ، فازت بثلاث ميداليات في عامي 1971 و 1973 ، في القفز والقضبان غير المستوية.
[
3
]
```

والدها رودي هيلمان مسؤولاً رياضياً في ألمانيا الشرقية. تقاعدت بعد فترة وجيزة من دورة الألعاب الأولمبية الصيفية 1976 وبدأت في عام 1979 التدريب في ناديها دينامو برلين. أصبحت لاحقًا مصممة الرقصات الرئيسية لفريق نساء ألمانيا الشرقية (تمرين على الأرض). بعد تقاعدها من التدريب عملت كمدربة للياقة البدنية في فندق في زينوفيتز، ألمانيا.